# Батавський легіон
Бата́вський легіо́н — французьке військове формування, засноване 1792 року. Переважно до нього входили голландці, які емігрували до Франції та місцеві добровольці.

## Історія
Легіон, офіційно називається Légion Франш Étrangère, був заснований в Франції 26 липня 1792. Ратифікований королем Людовіком XVI 1 серпня 1792 року. Це була ініціатива Германа Віллема Дендельса та «Батавського комітету», до складу якого входили Аббема, Де Вітт, Ван Ботцелаер, Хубер і Де Кок. Цьому комітету було доручено організацію легіону згідно з капітуляцією, укладеною з колишнім військовим міністром Лажардом. Армійський підрозділ складався в основному з членів патріотичного Freikorps, які були заборонені в республіці після 1787 року і тому втекли до Франції. Головне командування було надано полковнику Жану Жозефу Машеку. Пізніше відомими були імена Дендельса (підполковник четвертого піхотного батальйону), Анрі Дамас Боном (підполковник першого піхотного батальйону), Ян Віллем де Вінтер (заступник підполковника батальйону Ягерса) і Давід Хендрік Шас (David Hendrik Chass). Капітан батальйону мисливців).  Батавський легіон базувався в Дюнкерку. Йоганнес Ламбертус і Хуберта Квінт Ондатже були залучені до організації.

## Походження назви
Під час обговорення пропозиції про створення легіону (що міститься в листі короля Людовика до Законодавчих зборів) назва légion batave все ще згадувалася. Проте відповідальний за зовнішню політику Жак П'єр Бріссо протестував проти цього. У своїй аргументації він заперечував проти того факту, що Дюмур'є, попередник Лажара на посаді військового міністра, використав 700 000 ліврів із Таємного фонду витрат на підготовку легіону. Він також вважав, що запропонована назва нерозумна, оскільки Франція на той момент ще не перебувала у стані війни з Об'єднаними Нідерландами, а також тому, що він вважав цю назву суперечною Конституції Франції 1793 року.  Тому назва «Батавійський легіон/Легіон батаве» ніколи не була формалізована, але зазвичай використовується неофіційно для легіону.

## Кампанії
Легіон брав участь у поході Дюмур'є в Бельгію і Брабант на початку 1793 року, під час якого Бреда була тимчасово окупована, а Дендельс зробив марну спробу перетнути Голландський дип. Однак поразка під Неервінденом змусила відступити. «Зрада» Дюмур'є викликала підозру у всіх іноземців в очах режиму Робесп'єра, і це сприяло створенню другого «Батавського легіону» (формально під назвою chasseurs-tirailleurs nationaux bataves), який був започаткований у березні 1793 року за пропозицією голландців. Патріот Леендерт Маккетрос був заснований, не пішов далі від землі і незабаром був розпущений.
Після падіння Робесп'єра та правління терору, під час реорганізації армії наприкінці 1793 року, батавський легіон був поглинений регулярними французькими військами як 30-та напівбригада піхотного легіону у складі Північної армії, що у вересні 1794 року під командуванням Пічегру виступив проти республіки.  На чолі цієї напівбригади був поставлений полковник Боном. Дендельс і Де Вінтер тим часом були підвищені і очолювали французькі підрозділи як генерали бригади.
У звітах про похід до Бельгії та Нідерландів 1794—1795 років військових дій 30-ї півбригади як такої можна знайти небагато. Це не дивно, оскільки батальйони легкої піхоти зазвичай призначалися як стрільби до бригад лінійних військ, які були справжніми бойовими одиницями французької армії і які зазвичай згадуються за іменем командувача. Склад цих бригад був різним. Наприклад, 19 жовтня 1794 року, ми знаходимо як полковник Бон на чолі колони 2500 чоловіків, з яких першого світла піхотного батальйону його половини бригади входив, в Друтен як частина відділення (яка в інший час також включала бригади Дендельса і Де Вінтера, на додаток до бригади Макдональда). Вони вибили англійський 37-й піший полк під командуванням майора Надії з Друтена з великими для англійців втратами.
Після битви при Бокстелі впали Ден Босх і Неймеген. У січні 1795 року по замерзлих річках фронт було перетнуто, і Дендельс взяв Утрехт. Маарн був досягнутий у неділю 17 січня. Краєнгофа, який приєднався як штабний офіцер Дендельса, відправили до Амстердама, де він здійснив «оксамитову революцію» за наказом Дендельса, щоб батави могли похвалитися тим, що самі звільнили Амстердам (то, що Дендельс вважав дуже важливим для того, щоб не допустити, щоб Нідерланди розглядалися як Pays conquis, як це сталося з Бельгією) 25 січня Ян Віллем де Вінтер досяг Ден Хелдера, де голландський флот капітулював перед французькою кіннотою.

## Агітаційний лист
Переклад з Французької:

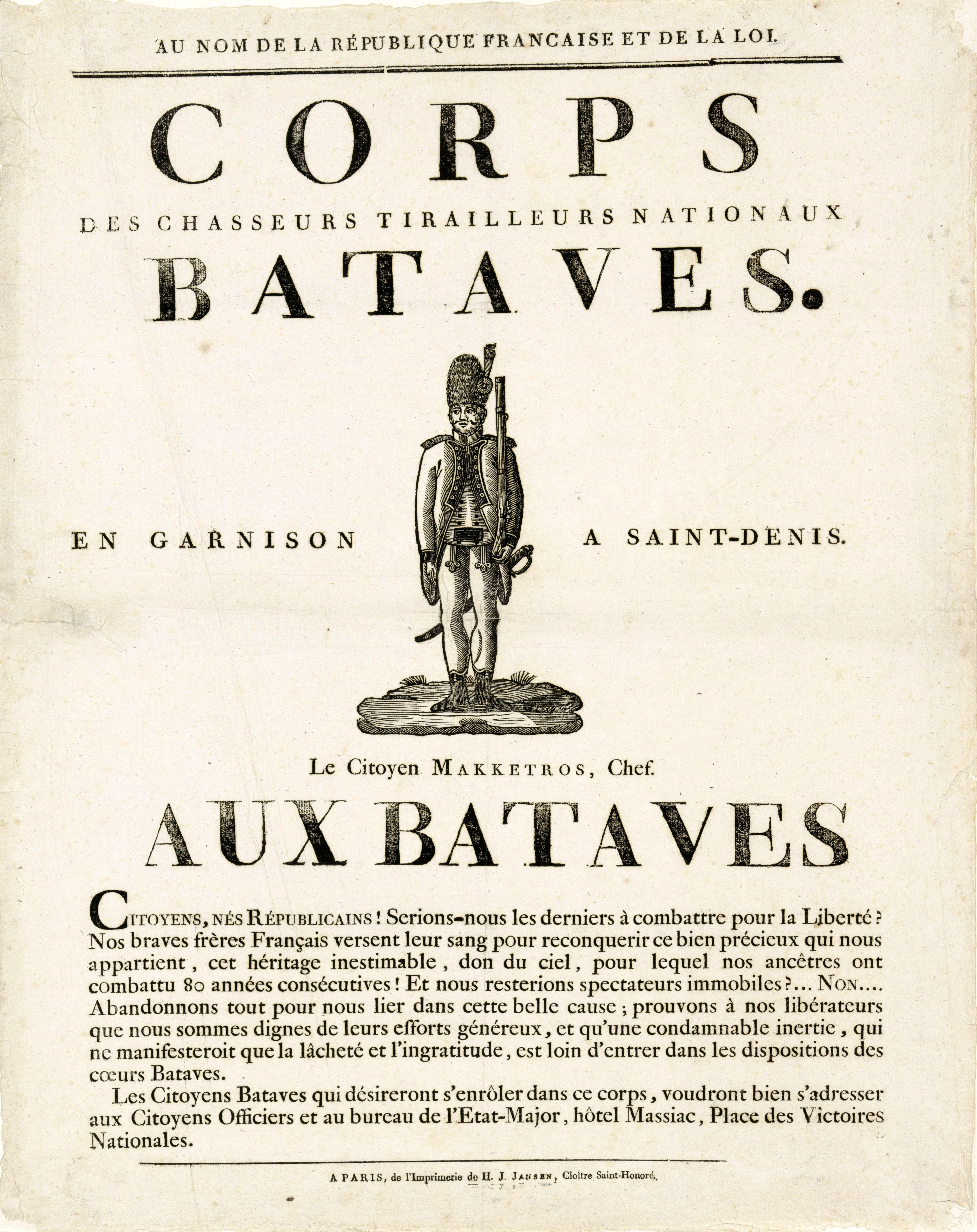
Звернення до голландських емігрантів у Франції з проханням приєднатися до Батавського легіону в Сен-Дені, передмісті Парижа. Надруковано в Парижі видавцем Х. Й. Янсеном близько 1793 року.

Троянці! Народжені республіканці!  Чи будемо ми осторонь, хто би боровся за Свободу?  Наші хоробрі брати-французи проливають свою кров, щоб повернути нам дорогоцінну Батьківщину, яка належить нам, цю незмінну спадщину, дар з неба, за який наші предки боролися 80 років поспіль!  А ми залишимось нерухомо споглядати?… НІ…. Давайте відмовимося від усього, щоб приєднатися до нас у цій справі;  давайте доведемо нашим визволителям, що ми гідні їхніх зусиль, і що засуджена невіра, яка б продемонструвала ту бруд і невдячність, далеко не входить до складу батавських сердець.  Громадяни Батавії, які бажають вступити до цього корпусу, звернуться до офіцерів громадян та офісу Генерального штабу, Готел Massiac, Place des Victoires Nationales.